# Pistol optic

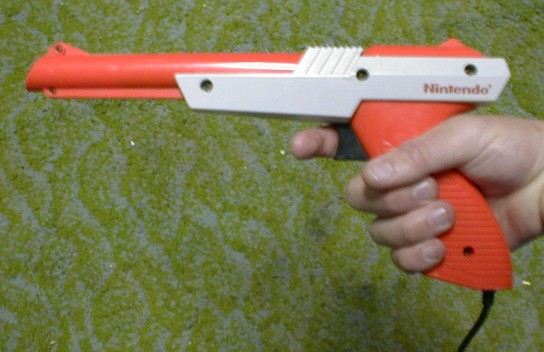
NES Zapper, pistol optic pentru consola Nintendo Entertainment System

Un pistol optic (en. light gun) este un dispozitiv de indicare pentru calculator și un dispozitiv de control pentru jocuri video și jocuri arcade.

## Modele
- Beam Gun - Nintendo - 1970
- Shooting Gallery - Magnavox Odyssey - 1972
- Laser Clay Shooting System - Nintendo - 1973
- Wild Gunman - Nintendo - 1974
- Wonder Wizard - GHP - 1976
- ColorSport VIII - Granada - 1976
- GD-1380 - Heathkit - 1976
- TV-Sports 801 - Lloyds - 1976
- Sportsman, Tournament 150, 200, 2000, 2501 - Unisonic - 1976/1976/1977/1977
- Telstar Ranger, Telstar Arcade, Telstar Marksman - Coleco - 1977/1977/1978
- TV Fun Sportsrama - APF Electronics - 1977
- Visio Matic 101 - CIT Alcatel - 1977
- Model 1199 - Interstate - 1977
- Markint 6 - Markint - 1977
- N20 - Philips - 1977
- Visiomat 11 - Pizon-Bross - 1977
- TV Scoreboard - Radio Shack - 1977
- Home T.V. Game - Santron - 1977
- TV game - Sennheiser - 1977
- 105 - Sportron - 1977
- 501 - Starex - 1977
- Mark V-C - Unimex - 1977
- XK 600B - Ingersoll - 1978
- Jeu TV TVG-6 - Klevox - 1978
- OC 5000 Occitane - (SOE)- 1978
- Videosport - Prinztronic - 1978
- Color TV game - Sands 1978
- Telescore - SEB - 1978
- Sports Centre, Colour TV game 3600 MK III - Granada - 1979
- Color Multi-Spiel - Universum - 1979
- NES Zapper - Nintendo - 1984
- Light Phaser - Sega - 1986
- XG-1 - Atari (XEGS) - 1987
- Action Max - Worlds of Wonder - 1987
- Laserscope - Konami - 1990
- Super Scope - Nintendo - 1992
- Menacer - Sega - 1994
- Peacekeeper Revolver - Phillips CD-i - 1994
- GunCon - Namco - 1997
- Dreamcast Light Guns - Sega - 2000-2003
- GunCon 2 - Namco - 2001
- Topgun (pistol optic) - EMS - 2005
- Topgun II - EMS - 2007
- GunCon 3 - Namco - 2007
- Nerf N-Strike - Nerf - 2008